# Maggie Rose Hudson
Maggie Rose Hudson ist eine US-amerikanische Schauspielerin.

## Leben
Hudson debütierte 2016 in den Kurzfilmen It's Always Agony in Super-Fandom und 11 Angry Teens als Schauspielerin. 2017 übernahm sie die Hauptrolle der Kaley Mason in dem Katastrophenfilm Geo-Disaster – Du kannst nicht entfliehen!. Im selben Jahr erhielt sie außerdem Besetzungen in den Kurzfilmen Student Getaway Driver und 11:47. 2018 folgten zwei weitere Rollen in den Kurzfilmen Saving the Future's Past und A Commercial Interlude.

## Filmografie
- 2016: It's Always Agony in Super-Fandom (Kurzfilm)
- 2016: 11 Angry Teens (Kurzfilm)
- 2017: Student Getaway Driver (Kurzfilm)
- 2017: Geo-Disaster – Du kannst nicht entfliehen! (Geo-Disaster)
- 2017: 11:47 (Kurzfilm)
- 2018: Saving the Future's Past (Kurzfilm)
- 2018: A Commercial Interlude (Kurzfilm)